# Bella Andersson
Bella Astrid Christina Andersson, född den 12 juli 2006, är en svensk fotbollsspelare, som spelar som försvarare, och som representerar Hammarby fotboll.

## Biografi
Andersson började spela fotboll i Ösmo GIF. 2020 bytte hon klubb till Hammarby och spelade först för deras akademi. 2022 ingick hon laget som tog SM-guld för F17-laget. Samma år debuterade hon i Damallsvenskan. Efter ett år i IK Uppsala Fotboll återvände hon till Hammarby 2024. Hon har även representerat svenska damlandslaget på U17-, U19- och U23-nivå.